# Rupt de realitate
Rupt de realitate (Fractured)  este un film american thriller psihologic din 2019, regizat de Brad Anderson, după un scenariu de Alan B. McElroy⁠(d). În rolurile principale au interpretat actorii Sam Worthington, Lily Rabe, Stephen Tobolowsky, Adjoa Andoh⁠(d) și Lucy Capri. Filmul spune povestea unui tată care își duce fiica rănită la un spital și descoperă că soția și fiica sa lipsesc și pune la îndoială secretele spitalului. Scenaristul McElroy a creat povestea și a scris scenariul pe baza unei experiențe în spital, ca o referire la stilul filmelor lui Alfred Hitchcock.
Filmul a avut premiera mondială la Fantastic Fest la 22 septembrie 2019. A fost lansat la 11 octombrie 2019 de Netflix.

## Prezentare
Ray conduce autoturismul spre casă, cu soția sa Joanne și fiica sa Peri, după o vizită de Ziua Recunoștinței la părinții soției. Ray și Joanne se ceartă în privința relației lor. Dispozitivul muzical al lui Peri nu mai funcționează din cauza bateriilor descărcate și Ray îi spune că îi va cumpăra altele la următoarea benzinărie. În curând, Peri spune că vrea la toaletă și astfel fac un popas la o benzinărie. Casiera îi spune lui Ray că primește doar numerar, așa că Ray nu mai cumpără baterii, dar, pe lângă o Cola pentru Joanne și o cafea pentru el, cumpără două sticle mici cu băutură alcoolică. După ce s-a întors la autoturism, o minte pe Joanne spunând că  nu a găsit baterii. Peri nu-și găsește oglinda de jucărie, așa că Joanne merge s-o caute în toaletă, iar Ray o caută pe bancheta din spate. În timp ce Ray este neatent, Peri este atrasă spre un șantier părăsit de un balon legat de o bară de armare. Este amenințată de un câine fără stăpân și se îndreaptă cu spatele spre o groapă a șantierului. Ray aruncă o piatră pentru a speria câinele, dar o face pe Peri să cadă în gaură. Ray, încercând să o prindă, se aruncă după ea, cade și el și se lovește de cap. El este amețit și uluit în timp ce Joanne vine pe scări în groapă, tulburată, și o verifică pe Peri dacă este rănită. După ce capul i se limpezește, el o ia pe Peri în brațe și decide ca brațul ei rănit să-l vadă un medic la un spital pe lângă care au trecut cu câteva mile în urmă.
În timpul triajului de la spital, cuplul este întrebat dacă ar dori ca Peri să fie trecută în lista donatorilor de organe, lucru pe care îl refuză. Peri este văzută de un medic care afirmă că i s-a rupt brațul și că dorește să-i facă o tomografie pentru a fi sigur că nu s-a lovit grav la cap deoarece nu i se dilată pupilele cum ar trebui. Joanne o însoțește în laboratorul de tomografie aflat la subsol, în timp ce Ray adoarme în sala de așteptare.
Ray se trezește câteva ore mai târziu și întreabă personalul spitalului dacă își poate vedea soția și fiica, dar i se spune că nu există nicio înregistrare despre ele. Majoritatea medicilor și-au schimbat tura, iar singura asistentă care mai este acolo spune că Ray a venit singur și a fost tratat pentru o rană la cap. Ray devine agitat, este reținut de cei de la securitate și, după ce i s-a administrat un sedativ, este închis într-o cameră. El scapă și dă peste doi polițiști, care acceptă să-i investigheze cazul.
Se găsesc dovezi suplimentare că familia lui Ray nu a fost niciodată la spital (video și dosare); și este dus de poliție, însoțiți de un psihiatru al spitalului, la benzinărie. De asemenea, se constată că Ray este un fost alcoolic în recuperare, a cărui primă soție Abby a murit împreună cu copilul lor nenăscut în urmă cu opt ani. Ei descoperă o pată mare de sânge în groapă și încearcă să-l aresteze pe Ray, fiind bănuit că și-a ucis soția și fiica. El ia pistolul unui ofițer și îi încuie pe toți în benzinărie înainte de a se întoarce la spital. Ajunge la subsol, după ce în lift a sugrumat mortal un agent de securitate și descoperă că lui Peri este pe cale să-i fie recoltate organele. O târăște afară din sala de operație, împreună cu Joanne care pare drogată, împușcând în genunchi un medic pe culoar. În timp ce cei trei plecă, se dezvăluie că familia lui a murit în groapă; Peri în căderea ei și Joanne după ce Ray a împins-o și s-a lovit de o bucată proeminentă de armatură. Cadavrele lor au fost în portbagaj tot timpul, iar ce s-a întâmplat în timpul vizitei la spital au fost rezultatul psihicului lui Ray care a încercat să nege realitatea a ceea ce s-a întâmplat. Pe bancheta din spate, un pacient grav bolnav pe care Ray l-a extras de la operație zace inconștient.

## Distribuție
- Sam Worthington - Ray Monroe
- Lily Rabe - Joanne Monroe
- Lucy Capri - Peri Monroe
- Adjoa Andoh⁠(d) - Dr. Jacobs
- Stephen Tobolowsky - Dr. Berthram
- Lauren Cochrane - Officer Chilches
- Shane Dean - Officer Griggs
- Chris Sigurdson - Dr. Lugado
- Chad Bruce - Security Guard Jeff
- Stephanie Sy - Sora Anne
- Dorothy Carroll - Admissions Clerk
- Erik Athavale - Dr. Bruce Volk

## Producție
În noiembrie 2018, Sam Worthington a semnat pentru a juca în acest film, cu Brad Anderson atașat să regizeze scenariul lui Alan B. McElroy, Paul Schiff, Neal Edelstein și Mike Macari ca producători și Netflix ca distribuitor. În decembrie 2018, s-au alăturat distribuției Lily Rabe, Stephen Tobolowsky, Adjoa Andoh și Lucy Capri. Producția a început in acea lună. Filmările principale au avut loc în Winnipeg, Manitoba, Canada, din noiembrie 2018 până în ianuarie 2019.

## Lansare
Filmul a avut premiera mondială la Fantastic Fest la 22 septembrie 2019. A fost lansat pe Netflix la 11 octombrie 2019.

## Recepție
Pe site-ul web al agregatorului de recenzii Rotten Tomatoes, filmul are un rating de aprobare de 59%  pe baza a 29 de recenzii, cu o medie de 5,7 din 10. Consensul critic al site-ului web spune: „Condus de o interpretare captivantă a lui Sam Worthington, Rupt de realitate este un mister rezonabil de distracție, cu suficiente emoții tari pentru a compensa o poveste de familie”. Pe Metacritic, filmul are un scor mediu de 36 din 100 bazat pe 5 critici, indicând „recenzii în general nefavorabile”.